# Compass (Mexican Institute of Sound)
Compass è un album in studio del Mexican Institute of Sound, pubblicato il 26 agosto 2016 dalla casa discografica Six Degrees Records di San Francisco. Alla realizzazione dell'album hanno collaborato circa 90 artisti da ogni parte del mondo.

## Realizzazione
L'album Compass è stato ideato da Camilo Lara e Toy Selectah mentre viaggiavano il mondo alla scoperta di nuove sonorità locali. Gli stati che visitarono sono gli Stati Uniti d'America, l'Inghilterra, il Brasile, la Giamaica, il Messico, la Cina e il Giappone. Per Toy Selectah, Compass è "un dottorato di ricerca sullo studio della musica globale". "Lo scopo democratico del progetto è dimostrare che tutto il mondo danza sulla stessa pista." Per realizzarlo i due produttori hanno impiegato due anni. I retroscena che accompagnano la realizzazione dell'album sono stati registrati in una webserie di 5 episodi chiamata Red Bull Studios pres. Compass e diretta da Rubén Banuelos e Ivan Lopez Barba. Nella serie, Camilo Lara e Toy Selectah narrano il percorso di registrazione presso i Red Bull Studios situati a New York, Los Angeles, Londra e San Paolo, passando per Kingston, Tokyo, Pechino, Nuova Delhi, Monterrey e Città del Messico.

## Il duo
Il duo Compass è formato dai messicani Camilo Lara e Toy Selectah. Camilo Lara è il fondatore del progetto di musica elettronica Mexican Institute of Sound (M.I.S) e ha alle spalle quattro album. La sua musica appartiene al genere hip hop, dub, cumbia e punk. Dagli inizi degli anni 2000, ha composto la colonna sonora per molti film e produzioni televisive ottenendo una nomination ai Premi Grammy per il film Y tu mamá también. Toy Selectah è membro della band Control Machete, disc jockey e produttore discografico. Da 15 anni viaggia il mondo alla ricerca di nuove sonorità da implementare alla musica messicana.

## Collaboratori
Lista di alcuni musicisti e personaggi pubblici che hanno collaborato alla realizzazione dell'album:
- Boy George
- Cornelius
- Crystal Fighters
- Eric Bobo (Cypress Hill)
- Eugene Hütz (Gogol Bordello)
- Gael García Bernal
- Igor Cavalera (Sepultura)
- Kelli Ali (Sneaker Pimps)
- Martin Glover
- MC Lyte
- Mike Peters (The Alarm)
- Money Mark
- N.A.S.A.
- Nina Sky
- Phil Manzanera (Roxy Music)
- Rodrigo Pedreira
- Sly and Robbie
- Toots & the Maytals

## Tracce
1. Municipal – 3:37 (Camilo Alvarez, Eugene Hütz, Antonio Hernández Luna)
2. Explotar – 3:55 (Camilo Alvarez, Rob Birch, Antonio Hernández Luna, Victor Vazquez, Natalie Yepez)
3. Sunshine – 4:23 (Camilo Alvarez, Kelli Dayton, Tiombe Lockhart, Antonio Hernández Luna)
4. Crazy Conscious – 4:48 (Camilo Alvarez, Frederick Hibbert, Antonio Hernández Luna)
5. Fire It Up – 3:56 (Natalie Albino, Nicole Albino, Camilo Alvarez, Junior Henry, Antonio Hernández Luna)
6. Yo la Vi – 4:11 (Camilo Alvarez, Graham Dickson, Antonio Hernández Luna, Sebastian Pringle)
7. Bonde Do Compass – 3:03 (Camilo Alvarez, Pedro Augusto, Ferreira Deiro, Antonio Hernández Luna, Dusty Oliviera, Rodrigo Pereira)
8. Before the Sunset – 4:01 (Camilo Alvarez, Gael García Bernal, Stela Campos, Antonio Hernández Luna, Lara Espindola Renno)
9. Canta Sim Medo – 5:25 (Camilo Alvarez, Luana Dias, Antonio Hernández Luna, Bruno Silva De Morais, Mariella Vital)
10. La Llama – 4:37 (Camilo Alvarez, Milton Campbell, Norman Howell, Antonio Hernández Luna, Matthew Rivera, Natalie Yepez)
11. Vic Vaporub – 5:27 (Camilo Alvarez, Juan De La Barrera, Juan Ramon Cervilla, Antonio Hernández Luna, Sergio Mendoza, Eamon Ore-Giron)
12. 1986 – 3:30 (Camilo Alvarez, Antonio Hernández Luna, Lana Moorer, Alyneia Zauala)
13. Velcro – 4:14 (Camilo Alvarez, Bradley Hanan Carter, Caitlin Klane, Roberto Lange, Antonio Hernández Luna[1])